# Spazio, tempo e architettura
Spazio, tempo e architettura Lo sviluppo di una nuova tradizione è un saggio di Sigfried Giedion pubblicato per la prima volta dalla Harvard University Press nel 1941. 
Si tratta di una storia pionieristica per il suo tempo e che ha influenzato il contesto culturale dell'architettura moderna e dell'urbanistica. 
Giedion aveva cominciato a scrivere questo saggio nel 1937, mentre si trovava ad Harvard presso la facoltà di Architettura diretta da Walter Gropius. Il testo fu ristampato e ampliato diverse volte, incentrato sulla nozione di spazio-tempo, sulla continuità dell'architettura moderna con il passato e sullo specifico ruolo innovatore delle personalità di Frank Lloyd Wright, Gropius e Le Corbusier.

## Edizioni in italiano
- Enrica e Mario Labò (a cura di), Spazio, tempo e architettura, Hoepli, Milano 1954 (prima edizione italiana)